# V-01
V-01 — кандидат на вакцину проти COVID-19, розроблений китайською компанією «Livzon Pharmaceutical Group Inc».

## Історія розробки
У березні 2021 року Китайське агентство з регулювання лікарських засобів схвалило проведення клінічних досліджень кандидата на вакцину проти COVID-19, розроблену дочірньою компанією китайської компанії «Livzon Pharmaceutical Group Inc». Таким чином, потенційна вакцина стала однією з більш ніж 10 кандидатів, які китайські вчені почали тестувати на людях, 4 з яких були схвалені для широкого використання до березня 2021 року, а ще одна — для обмеженого використання в надзвичайних ситуаціях.
Вакцину на основі часток білка вірусу, розробленою компанією «Livzon Pharmaceutical Group Inc», під назвою «V-01» можна транспортувати та зберігати при звичайній температурі в холодильнику від 2 до 8 °C.
До кінця лютого 2021 року компанія «Livzon Pharmaceutical Group Inc» інвестувала 67 мільйонів юанів (10,3 мільйона доларів) у дослідження та розробки кандидатів на вакцину проти COVID-19, які спільно розробляють її дочірня компанія в місті Чжуха на півдні Китаю та Інститут біофізики Китайської академії наук. Спільно з компанією «CanSino Biologics Inc.», чия вакцина також використовується в Китаї, компанія «Livzon Pharmaceutical Group Inc» має угоди про постачання вакцини з низкою країн, зокрема Пакистаном і Мексикою.
Пізніше, у березні 2021 року, компанія отримала дозвіл від Китайського агентства з регулювання лікарських засобів на проведення клінічних досліджень на людях кандидата на вакцину проти COVID-19, яку можна застосовувати інгаляційно.